# Jonathan Kiriisa
Jonathan Kiriisa est un boxeur ougandais né le 23 juin 1959. Il est actif dans les années 1980, est médaillé des jeux du Commonwealth et des Championnats d’Afrique.

## Carrière
Jonathan Kiriisa est médaillé d'argent aux Jeux du Commonwealth de Brisbane en 1982 dans la catégorie des poids mi-lourds, avant de remporter la médaille d'or dans cette catégorie aux championnats d'Afrique de Kampala en 1983.
Aux Jeux olympiques d'été de 1984 à Los Angeles, il est éliminé au deuxième tour  dans la catégorie des poids mi-lourds par le Néo-Zélandais Kevin Barry.